# Seznam osob na čestném pohřebišti III. odboje (Ďáblice)

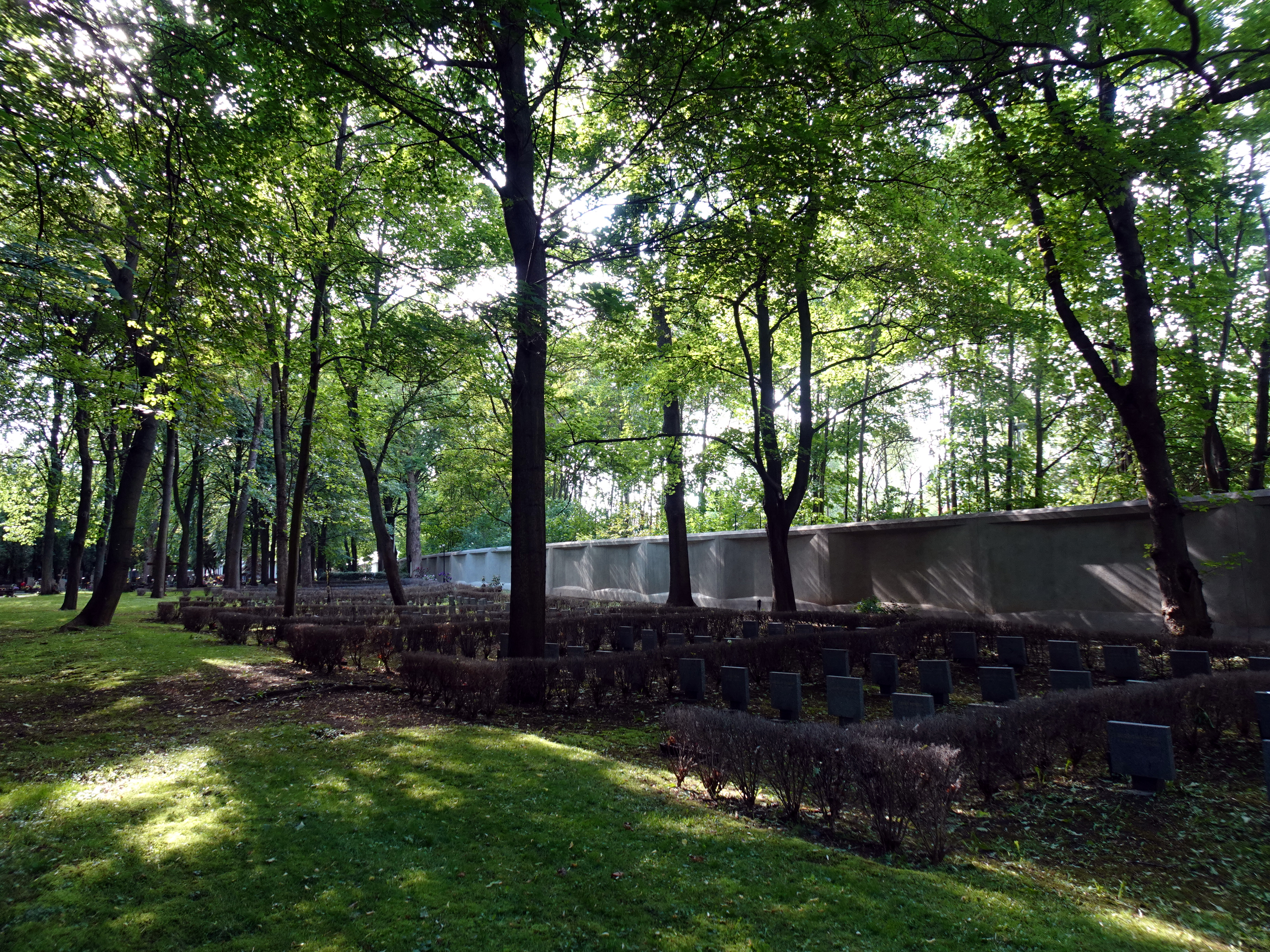
Čestné pohřebiště III. odboje při severní zdi Ďáblického hřbitova (celkový pohled, rok 2022)

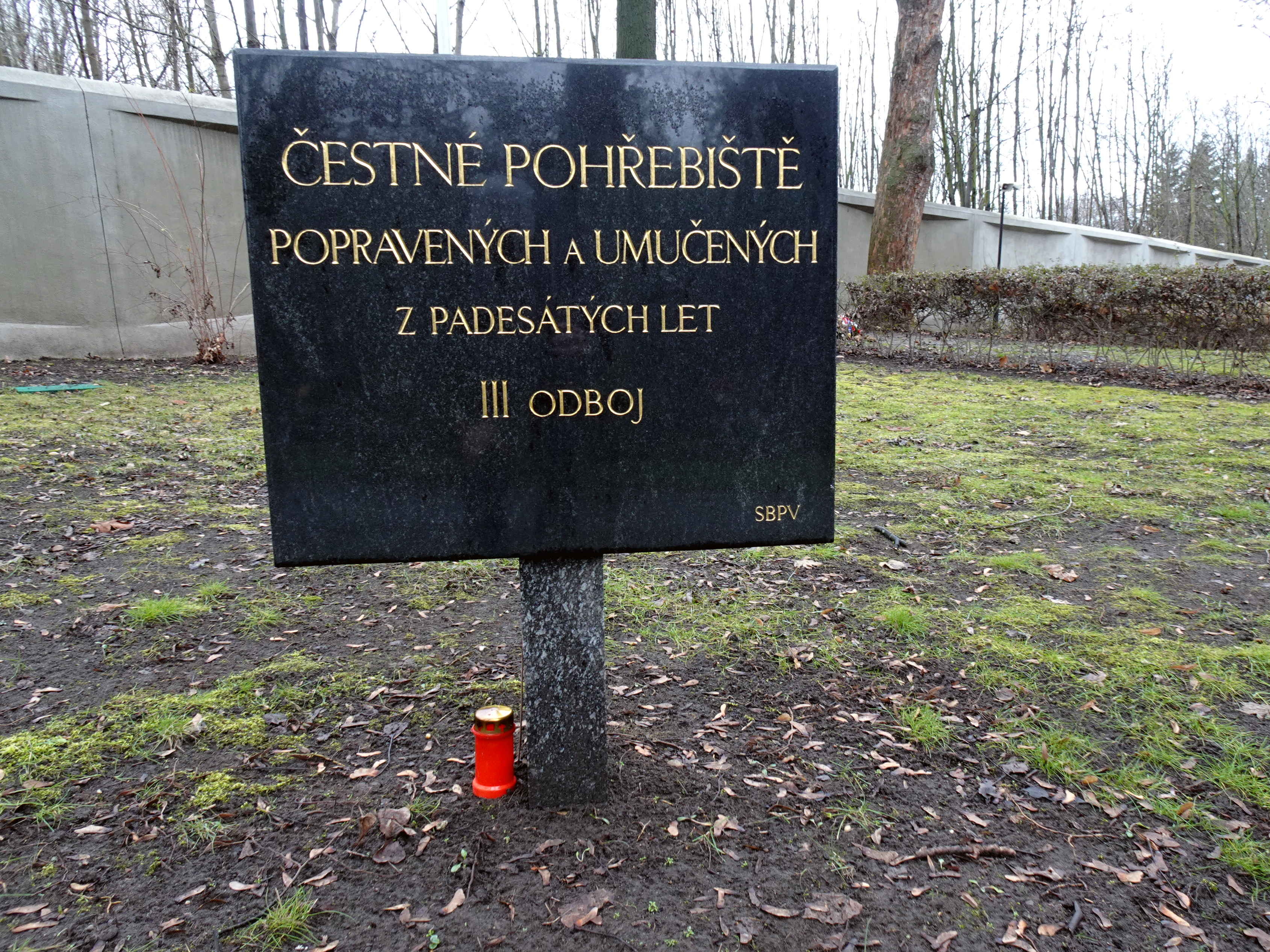
Informační tabulka s plným názvem pietního místa

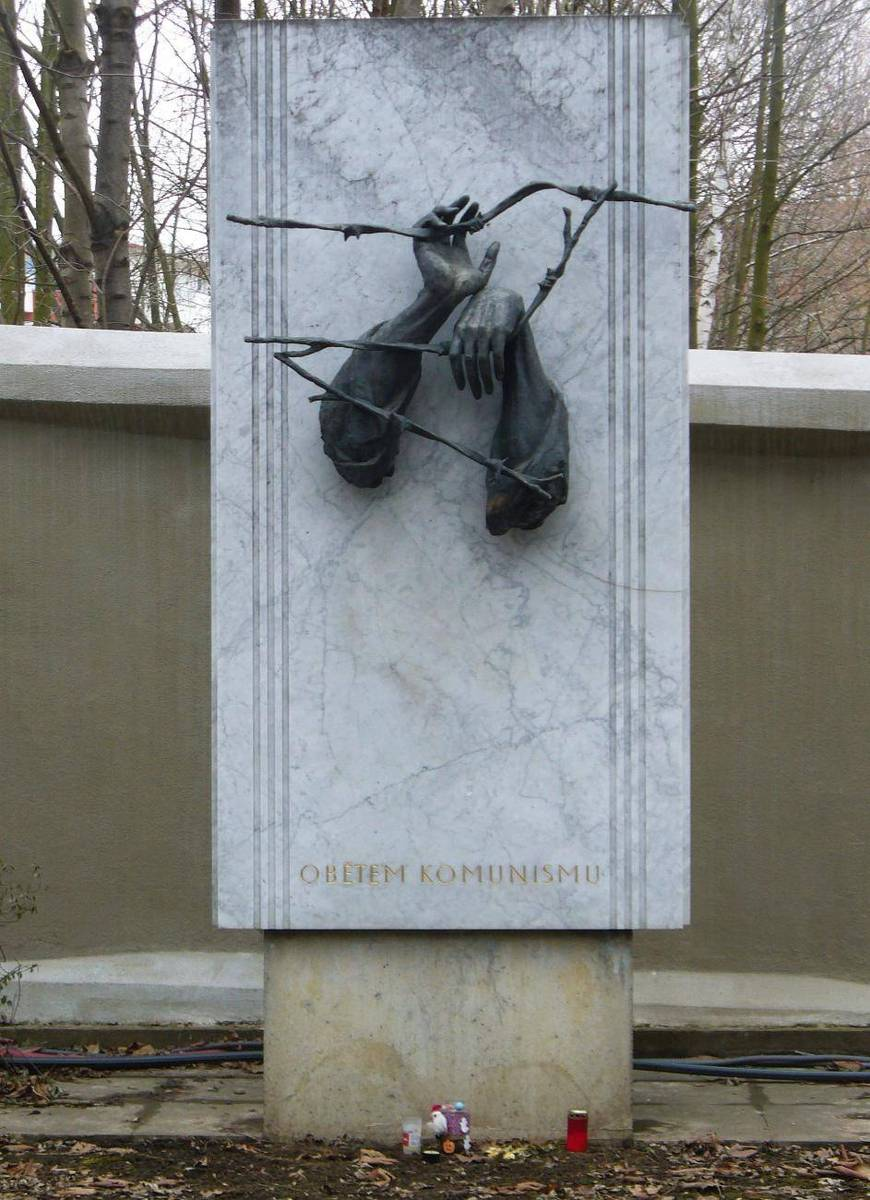
Detail památníku obětem komunistického režimu s plastikou ostnatými dráty propletených rukou

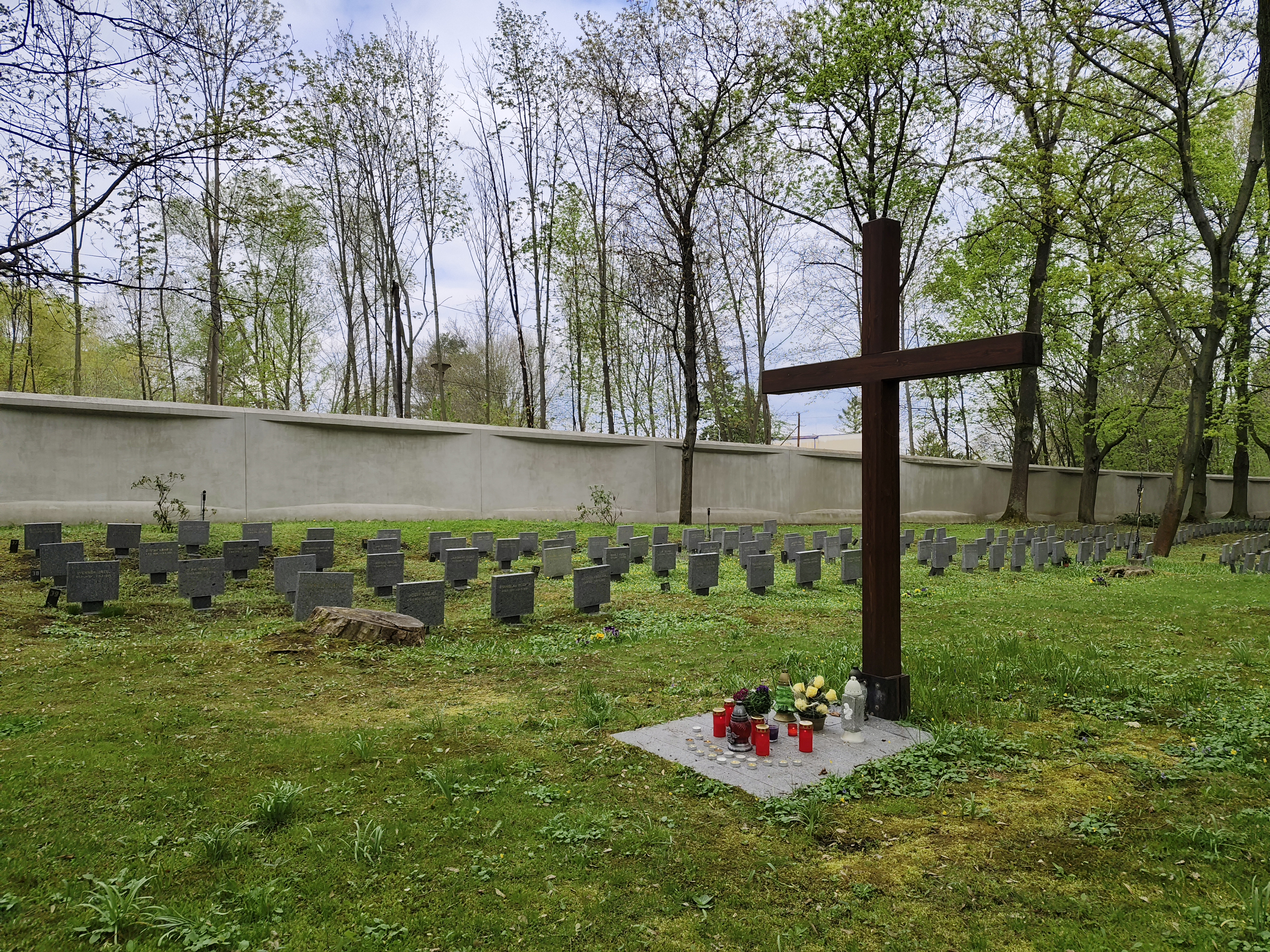
Pohled na pietní místo – dřevěný kříž je umístěný před řadami symbolických hrobů obětí komunismu (2025)

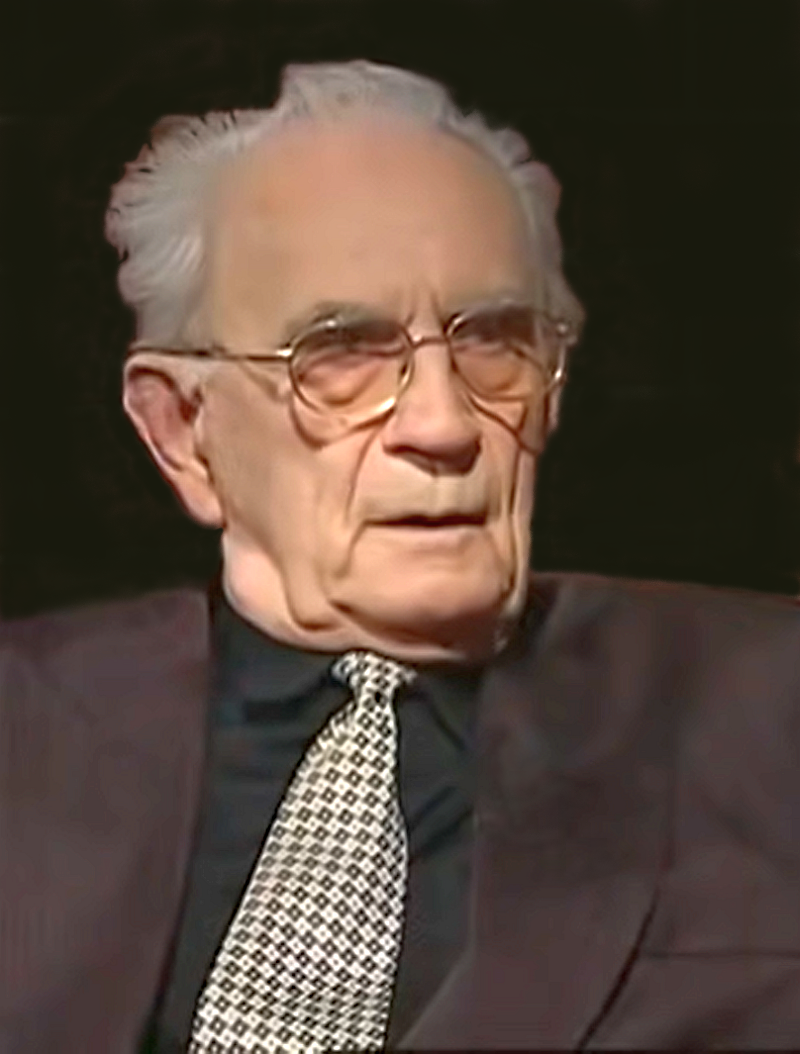
Zřizovatel pietního místa Stanislav Stránský

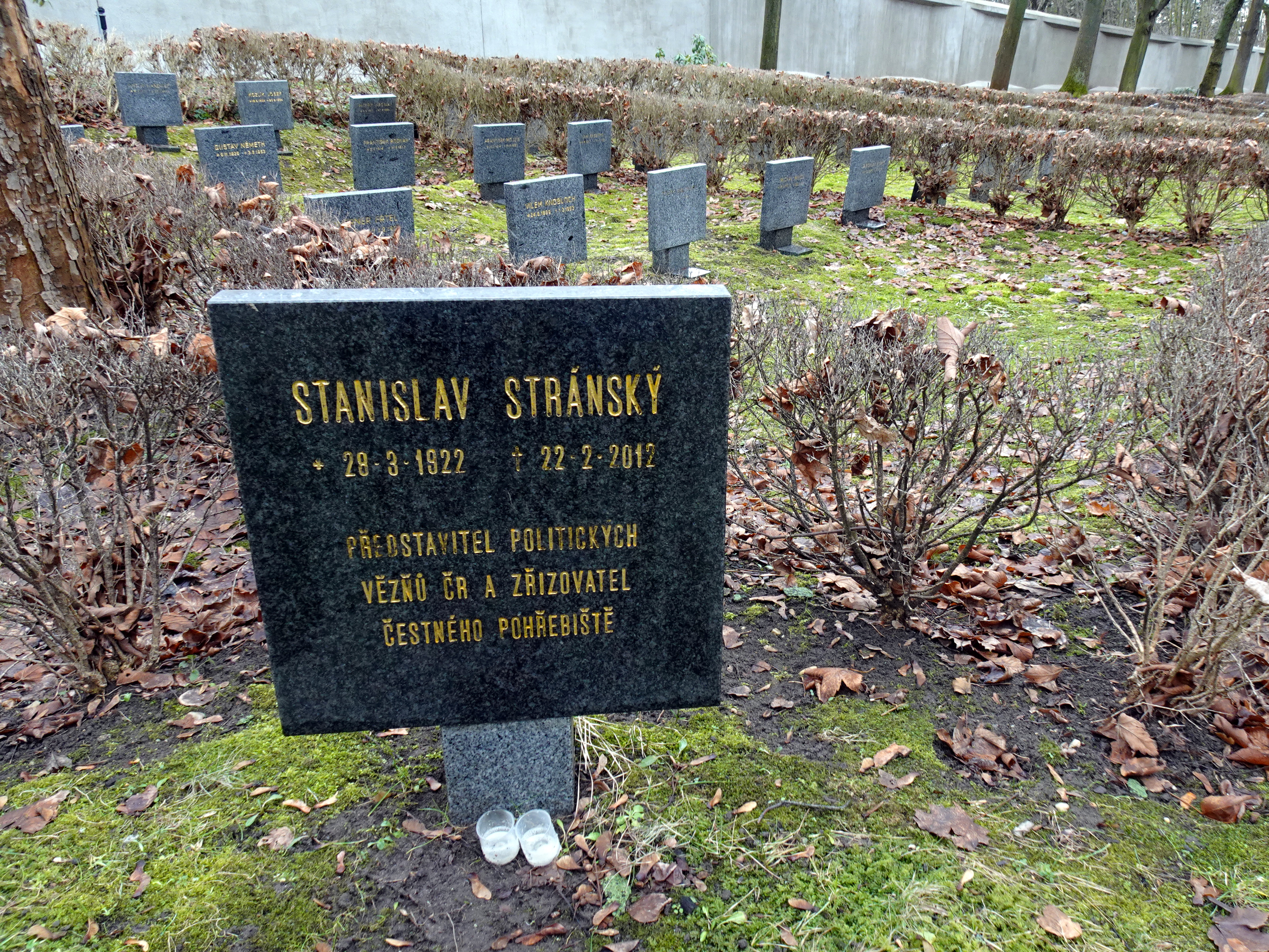
Hrob Stanislava Stránského – představitele politických vězňů ČR a zřizovatele Čestného pohřebiště III. odboje

Seznam osob na Čestném pohřebišti III. odboje zahrnuje soupis symbolických hrobů nacházejících se na pietním místě v severní části Ďáblického hřbitova v Praze 8. Pietní místo nese oficiální název „Čestné pohřebiště popravených a umučených z padesátých let – třetí odboj“.

## Stručný popis
Čestné pohřebiště III. odboje je tvořeno symbolickými náhrobními deskami vesměs jednotného formátu. Desky jsou uspořádány v několika segmentech. Segmenty jsou odděleny nízkými živými ploty. Náhrobky jsou seřazeny podle data úmrtí. Celkem je zde uvedeno 247 jmen politických vězňů s daty narození a úmrtí. Celkové provedení instalace čestného pohřebiště svým způsobem odkazuje na nepietní pohřbívání tělesných ostatků do hromadných neoznačených šachtových hrobů.

## Historický exkurs

### Roky 1948 až 1961
Během prvních let po nastolení komunistické diktatury (po únoru 1948) bylo popraveno mnoho skutečných či domnělých odpůrců nového nastupujícího režimu. V letech 1948 až 1968 se uskutečnilo 414 poprav, z toho 226 až 244 poprav mělo politické pozadí. První popravy proběhly již v únoru a květnu 1949, posledním popraveným politickým vězněm byl v roce 1960 Vladivoj Tomek.
V prvních letech po únoru 1948 byla těla obětí politických procesů zpopelňována ve strašnickém krematoriu a jejich popel byl vydáván pozůstalým či uschován přímo v krematoriu. V letech 1951 až 1952 byla těla podrobena pitvě a poté porůznu pohřbívána např. i do společných hrobů na Ďáblickém hřbitově, kam byly někdy ostatky ukládány ještě i v roce 1960. Maximální počet uložení těl „agentů a teroristů usmrcených v boji s bezpečnostními orgány“ do společných hrobů na Ďáblickém hřbitově se uskutečnil v letech 1950 až 1953.
Od roku 1954 se popravy prováděly tajně, bez pitvy a popel po kremaci v motolském krematoriu byl uschováván v urnách skladovaných v pankrácké věznici.
Pohřbívání ostatků různých skupin osob do společných hrobů na Ďáblickém hřbitově pokračovalo až do roku 1961. Celkem zde vzniklo 72 šachtových hrobů. Každý měl délku asi 5 metrů, šířku 2 metry a hloubku 2,5 metru. Jedna šachta pojala až 40 beden či rakví uspořádaných do 4 vrstev po 10 položkách. Do jedné rakve či bedny mohly být současně umístěny ostatky vícera lidí (někdy šlo jen o části těl). Odhaduje se, že ďáblické pohřebiště může obsahovat ostatky 14 až 20 tisíc osob.
Kromě těl popravených „agentů a teroristů“ byly do společných hrobů primárně pohřbívány ostatky pocházející z Ústavu soudního lékařství, patologických a anatomických ústavů či některých nemocnic a také každého, kdo během výkonu trestu ve vězení zemřel a jehož tělo nesmělo být vydáno rodině dle soudního příkazu nebo jen proto, že o něj pozůstalí neprojevili zájem.
Skutečný počet obětí politických perzekucí pohřbených do společných hrobů není znám. Odhaduje se, že je zde pohřbeno asi 139 osob (96 popravených a 43 zemřelých ve výkonu trestu odnětí svobody v pankrácké či ruzyňské věznici) z rozpětí let 1948 až 1961. Na základě různých zdrojů (např. spisy Městské prokuratury Praha) byl sestaven seznam 250 osob, které měly být v letech 1948 až 1961 pochovány do společných hrobů na Ďáblickém hřbitově, ale ne všechny je možno považovat za politické vězně. (Spisy některých politických vězňů jsou například uloženy na Slovensku.) I tak se jedná přibližně jen o desetinu z celkového odhadovaného množství cca 20 tisíc osob zde anonymně pohřbených.

### Roky 1968 až 1909
Nově v Praze ustavená (31. března 1968) organizace Klubu bývalých politických vězňů (K-231) sdružující bývalé politické vězně komunistického režimu se o lokalitu na hřbitově v Ďáblicích začala zajímat v období pražského jara. Výpis z obou polohových knih a z indexové knihy se pokusili sestavit zakladatel Klubu 231 a bývalý politický vězeň Ota Rambousek a Ladislav Gruber, ale prorežimní síly zajistily včasné „preventivní“ vytrhání listů z těchto knih. Badatelské úsilí bylo nadlouho přerváno invazí vojsk Varšavské smlouvy 21. srpna 1968 a definitivně znemožněno úmyslně založeným požárem v kanceláři správy hřbitova z počátku 70. let 20. století, při kterém shořely matriční záznamy.
V souvislosti s lokalizací umístění ostatků číhošťského faráře Josefa Toufara se v roce 1968 zabývala pohřbíváním do společných hrobů na hřbitově v Ďáblicích i Komise ministerstva vnitra. Při té příležitosti byl vyslechnut Jaroslav Křáp – vedoucí hrobník Ďáblického hřbitova v letech 1948 až 1958, který zavedl evidenci způsobu pohřbívání, kdy se vedl záznam o jménu osoby, místu původu ostatků, datumu uložení do hrobu. Dále každý záznam obsahoval číslo rakve v rámci šachty. A byl to právě Jaroslav Křáp, kdo prosadil umísťování kovových štítků s čísly na víka rakví. (Samotné hromadné hroby – šachty – byly původně označeny kovovými tabulkami s černými čísly na bílém podkladu.) Komise ministerstva vnitra již v roce 1968 kritizovala neutěšený stav hromadného pohřebiště, náletové křoviny, povalené a poházené identifikační tabulky s nečitelnými (zrezivělými) čísly a dezolátní stav většiny propadajících se hrobů.

### Po roce 1989
Po sametové revoluci, v souvislosti s pátráním po ostatcích Zdeny Mašínové starší (leden 1990), o místu hromadného pohřbívání Ďáblicích a jeho stavu informoval v tisku spisovatel, historik a publicista Petr Placák. V polovině roku 1990 vznikl první seznam 31 osob údajně na místě pohřbených a v roce 1990 se začala zabývat tehdejší městská prokuratura případem „pohřbívání do hromadných hrobů v Ďáblicích“. Na konci roku 1993 byla státní prokuratura zrušena a vyšetřování převzal policejní Úřad pro dokumentaci a vyšetřování činnosti StB (pozdější Úřad dokumentace a vyšetřování zločinů komunismu – ÚDV). Byly provedeny výslechy řady svědků (např. hrobník Karel Vlnas) a výpisy z knih úmrtí v pankrácké věznici (seznam 444 osob zemřelých v rozmezí od 1. ledna 1950 do 31. prosince 1959).

### Vznik pietního pohřebiště
Pietní úpravě pohřebiště se začala věnovat pražská pobočka nově ustavené organizace – Konfederace politických vězňů (KPV) – vedené Stanislavem Stránským. Členové KPV v letech 1990 až 1992 provedli vykácení náletových porostů, úklid oblasti a osazení dřevěného kříže. V červenci 1992 zničili úpravu dosud neoficiálního pietního místa pracovníci odstraňující polomy. Členové KPV si stěžovali, místo uvedli do původního stavu a každoročně o něj pečovali. Na počátku 90. let 20. století byl v místě pohřbení kněze Josefa Toufara umístěn litinový kříž. Nadace pro uctění památky obětí komunismu vznikla v Praze 30. června 1993 z iniciativy KPV, hlavního města Prahy a městských částí 1, 4, 5 a 8. Předsedou se stal Stanislav Stránský. Účelem této nadace byla úprava 4 pietních míst v Praze s důrazem na pohřebiště v Ďáblicích.
Součástí úprav pietního pohřebiště na Ďáblickém hřbitově byla nivelace povrchu, jeho zatravnění a instalace 247 symbolických kamenných desek se jmény zemřelých politických vězňů (některé desky byly doplněny dodatečně). Dále přibyl mramorový pomník – památník
z dílny autora architekta Karla Gronwaldta s bronzovou plastikou rukou propletených ostnatým drátem. (Plastika je dílem akademického sochaře Antonína Kuldy dle návrhu výtvarníka Jiřího Kargera.) Celkové architektonické řešení pietního pohřebiště pochází od Ladislava Šponara. Na druhé straně cesty byl (současně s čestným pohřebištěm politických vězňů) pietně upraven i prostor „dětského pohřebiště“. V tomto prostoru byl v roce 1994 doplněn náhrobek Zdeny Mašínové starší.
Slavnostní odhalení památníku spojené s vysvěcením celého čestného pohřebiště politických vězňů se uskutečnilo 1. července 1994. Dlouhodobě nedobré vztahy mezi Stanislavem Stránským a vedením KPV přiměly Stránského k založení nového spolku – Sdružení bývalých politických vězňů (SBPV) v České republice. Tato organizace převzala péči o čestné pohřebiště a zaštiťuje pietní akce tam konané.

## Upozornění
Na čestném pohřebišti politických vězňů jsou na kamenných deskách umístěných nad šachtami v chronologickém pořadí uvedena jména popravených osob a osob dalších, jejichž jména byla převzata z původních pomníčků, které na místě před vznikem čestného pohřebiště instalovali neoficiálně jejich pozůstalí. Zároveň jsou na deskách uvedena i jména osob prokazatelně pohřbených jinde (např. Jan Buchal, Oldřich Pecl, Heliodor Píka, Milada Horáková).
V roce 1999 byl například nalezen dokument, který prokázal existenci společného šachtového hrobu u krematoria Motol. V jeho místě bylo v roce 2000 vysvěceno Čestné pohřebiště politických vězňů.
Stanislav Stránský koncipoval čestné pohřebiště na Ďáblickém hřbitově jako místo uctění všech obětí komunistické totality a to bez ohledu na místo, kde se fyzicky nacházejí jejich ostatky. Jedná se tedy o symbolické hroby všech popravených, kteří jsou považováni za politické vězně. V době vzniku čestného pohřebiště byly (v důsledku nedostatku informací) v některých případech na náhrobcích uváděny i osoby figurující v kriminálních kauzách. Některá další jména by měla být z pohledu politický versus kriminální ještě prověřena.
Ostatky Josefa Toufara byly v roce 2014 exhumovány a identifikovány. V létě roku 2015 během oficiálního pohřbu byly uloženy do podlahy kostela Nanebevzetí Panny Marie v Číhošti. V roce 2020 zkoumali archeologové jeden z hromadných hrobů, kde byla údajně pohřbena Zdena Mašínová, její ostatky se však nepodařilo nalézt.
Na některých deskách se vyskytují chyby vzniklé při přepisu křestních jmen, příjmení i datumů (například Alois Suttý je chybně uveden jako Sutý, Sigmund Bakala jako Zigmund a Vojtech Danielovič jako Danielovič K.)

## Seznam symbolických náhrobků osob
| Jméno         | Příjmení      | Obrázek osoby | Nápis na symbolickém hrobě                                | Obrázek hrobu | Datum narození     | Datum úmrtí        | Číslo řady |
| ------------- | ------------- | ------------- | --------------------------------------------------------- | ------------- | ------------------ | ------------------ | ---------- |
| Vilém         | Sok           |               | VILÉM SOK *31. 12. 1902 †18. 7. 1949                      |               | 31. prosince 1902  | 18. července 1949  | 1          |
| Nikolaj       | Maszluh       |               | NIKOLAJ MASZLUH *19. 12. 1913 †1. 7. 1949                 |               | 19. prosince 1913  | 1. července 1949   | 1          |
| Vasil         | Riopka        |               | VASIL RIOPKA *8. 9. 1913 †1. 7. 1949                      |               | 8. září 1913       | 1. července 1949   | 1          |
| Heliodor      | Píka          |               | HELIODOR PÍKA *3. 7. 1897 †21. 6. 1949                    |               | 3. července 1897   | 21. června 1949    | 1          |
| Karel         | Bacílek       |               | KAREL BACÍLEK *25. 3. 1920 †24. 5. 1949                   |               | 25. března 1920    | 24. května 1949    | 1          |
| Boris         | Kovaříček     |               | BORIS KOVAŘÍČEK *21. 5. 1927 †24. 5. 1949                 |               | 21. května 1927    | 24. května 1949    | 2          |
| Vlastimil     | Klenovský     |               | VLASTIMIL KLENOVSKÝ *13. 9. 1927 †13. 5. 1949             |               | 13. září 1927      | 13. května 1949    | 2          |
| Miloslav      | Choc          |               | MILOSLAV CHOC *19. 1. 1925 †19. 2. 1949                   |               | 19. ledna 1925     | 19. února 1949     | 2          |
| Slavoj        | Šádek         |               | SLAVOJ ŠÁDEK *3. 3. 1926 †19. 2. 1949                     |               | 3. března 1926     | 19. února 1949     | 2          |
| Ladislav      | Prieložný     |               | LADISLAV PRIELOŽNÝ *15. 9. 1923 †4. 1. 1949               |               | 15. září 1923      | 4. ledna 1949      | 2          |
| Vratislav     | Polesný       |               | VRATISLAV POLESNÝ *30. 3. 1923 †5. 12. 1949               |               | 30. března 1923    | 5. prosince 1949   | 3          |
| Jaroslav      | Borkovec      |               | JAROSLAV BORKOVEC *16. 6. 1906 †5. 11. 1949               |               | 16. června 1906    | 5. listopadu 1949  | 3          |
| Emanuel       | Čančík        |               | EMANUEL ČANČÍK *11. 7. 1916 †5. 11. 1949                  |               | 11. července 1916  | 5. listopadu 1949  | 3          |
| Josef         | Charvát       |               | JOSEF CHARVÁT *28. 7. 1923 †5. 11. 1949                   |               | 28. července 1923  | 5. listopadu 1949  | 3          |
| Květoslav     | Prokeš        |               | KVĚTOSLAV PROKEŠ *2. 6. 1897 †5. 11. 1949                 |               | 2. června 1897     | 5. listopadu 1949  | 3          |
| René          | Černý         |               | RENÉ ČERNÝ *26. 7. 1914 †23. 5. 1950                      |               | 26. července 1914  | 23. května 1950    | 3          |
| Jan           | Sedláček      |               | JAN SEDLÁČEK *30. 12. 1912 †3. 10. 1949                   |               | 30. prosince 1912  | 3. října 1949      | 4          |
| Benjamin      | Urban         |               | BENJAMIN URBAN *25. 11. 1906 †3. 10. 1949                 |               | 25. listopadu 1906 | 3. října 1949      | 4          |
| Josef         | Gonic         |               | JOSEF GONIC *4. 3. 1902 †18. 7. 1949                      |               | 4. března 1902     | 18. července 1949  | 4          |
| Bohuslav      | Hubálek       |               | BOHUSLAV HUBÁLEK *11. 10. 1903 †18. 7. 1949               |               | 11. října 1903     | 18. července 1949  | 4          |
| Miloslav      | Jebavý        |               | MILOSLAV JEBAVÝ *27. 8. 1911 †18. 7. 1949                 |               | 27. srpna 1911     | 18. července 1949  | 4          |
| Karel         | Sabela        |               | KAREL SABELA *12. 12. 1917 †18. 7. 1949                   |               | 12. prosince 1917  | 18. července 1949  | 4          |
| Ján           | Vardžik       |               | JÁN VARDŽIK *4. 7. 1921 †6. 5. 1950                       |               | 4. července 1921   | 6. května 1950     | 5          |
| Bohumil       | Gruber        |               | BOHUMIL GRUBNER *4. 12. 1900 †21. 4. 1953                 |               | 4. prosince 1900   | 21. dubna 1953     | 5          |
| Eliška        | Klosová       |               | ELIŠKA KLOSOVÁ †1950                                      |               |                    | 1950               | 5          |
| Antonín       | Frejka        |               | ANTONÍN FREJKA *8. 8. 1929 †27. 3. 1950                   |               | 8. srpna 1929      | 27. března 1950    | 5          |
| Jaroslav      | Bočan         |               | JAROSLAV BOČAN *8. 8. 1921 †26. 5. 1950                   |               | 8. srpna 1921      | 26. května 1950    | 5          |
| Albert        | Púčik         |               | ALBERT PÚČIK *7. 10. 1921 †20. 2. 1950                    |               | 7. října 1921      | 20. února 1950     | 6          |
| Eduard        | Tesár         |               | EDUARD TESÁR *19. 6. 1922 †20. 2. 1950                    |               | 19. června 1922    | 20. února 1950     | 6          |
| Anton         | Tunega        |               | ANTON TUNEGA *7. 8. 1925 †20. 2. 1950                     |               | 7. srpna 1925      | 20. února 1950     | 6          |
| Bernard       | Jaško         |               | BERNARD JAŠKO *22. 4. 1923 †17. 2. 1950                   |               | 22. dubna 1923     | 17. února 1951     | 6          |
| Pavol         | Kalinaj       |               | PAVEL KALINAJ *23. 10. 1915 †17. 2. 1950                  |               | 23. října 1915     | 17. února 1951     | 6          |
| Bedřich       | Hoche         |               | BEDŘICH HOCHE *2. 6. 1914 †14. 2. 1950                    |               | 2. června 1914     | 14. února 1950     | 7          |
| Josef         | Hořejší       |               | JOSEF HOŘEJŠÍ *5. 12. 1910 †7. 1. 1950                    |               | 5. prosince 1910   | 7. ledna 1950      | 7          |
| Bohumil       | Klempt        |               | BOHUMIL KLEMT *17. 5. 1920 †7. 1. 1950                    |               | 17. května 1920    | 7. ledna 1950      | 7          |
| Kamil         | Novotný       |               | KAMIL NOVOTNÝ *12. 5. 1903 †7. 1. 1950                    |               | 12. května 1903    | 7. ledna 1950      | 7          |
| Josef         | Plzák         |               | JOSEF PLZÁK *18. 4. 1920 †7. 1. 1950                      |               | 18. dubna 1920     | 7. ledna 1950      | 7          |
| Milada        | Horáková      |               | MILADA HORÁKOVÁ *25. 12. 1901 †27. 6. 1950                |               | 25. prosince 1901  | 27. června 1950    | 8          |
| Jan           | Buchal        |               | JAN BUCHAL *30. 5. 1913 †27. 6. 1950                      |               | 30. května 1913    | 27. června 1950    | 8          |
| Záviš         | Kalandra      |               | ZÁVIŠ KALANDRA *10. 11. 1902 †27. 6. 1950                 |               | 10. listopadu 1902 | 27. června 1950    | 8          |
| Oldřich       | Pecl          |               | OLDŘICH PECL *14. 9. 1903 †27. 6. 1950                    |               | 14. září 1923      | 27. června 1950    | 8          |
| Jaroslav      | Blahník       |               | JAROSLAV BLAHNÍK *2. 3. 1927 †24. 6. 1950                 |               | 2. března 1927     | 24. června 1950    | 8          |
| František     | Rod           |               | FRANTIŠEK ROD *13. 9. 1902 †17. 6. 1950                   |               | 15. září 1902      | 17. června 1950    | 8          |
| Jan           | Tuček         |               | JAN TUČEK *7. 5. 1916 †17. 6. 1950                        |               | 7. května 1916     | 17. června 1950    | 9          |
| Karel         | Veselý        |               | KAREL VESELÝ *1. 1. 1917 †17. 6. 1950                     |               | 1. ledna 1917      | 17. června 1950    | 9          |
| Veleslav      | Wahl          |               | VELESLAV WAHL *15. 5. 1922 †16. 6. 1950                   |               | 15. května 1922    | 16. června 1950    | 9          |
| Jaromír       | Nechanský     |               | JAROMÍR NECHANSKÝ *4. 12. 1916 †15. 6. 1950               |               | 4. prosince 1916   | 15. června 1950    | 9          |
| Rudolf        | Valko         |               | RUDOLF VALKO *21. 4. 1924 †10. 6. 1950                    |               | 21. dubna 1924     | 10. června 1950    | 9          |
| Miroslav      | Plešmíd       |               | MIROSLAV PLEŠMÍD *15. 10. 1912 †25. 5. 1950               |               | 15. října 1912     | 25. května 1950    | 9          |
| Josef         | Pohl          |               | JOSEF POHL *15. 4. 1911 †25. 5. 1950                      |               | 15. dubna 1911     | 25. května 1950    | 10         |
| Gustav        | Černý         |               | GUSTAV ČERNÝ *15. 8. 1921 †18. 10. 1949                   |               | 15. srpna 1921     | 18. října 1949     | 10         |
| Ladislav      | Lindner       |               | LADISLAV LINDNER *19. 2. 1924 †23. 5. 1950                |               | 19. února 1924     | 23. května 1950    | 10         |
| Stanislav     | Broj          |               | STANISLAV BROJ *28. 9. 1901 †23. 5. 1950                  |               | 28. září 1901      | 23. května 1950    | 10         |
| Čeněk         | Petelík       |               | ČENĚK PETELÍK *24. 7. 1917 †23. 5. 1950                   |               | 24. července 1917  | 23. května 1950    | 10         |
| Karel         | Bušek         |               | KAREL BUŠEK *1. 3. 1920 †19. 5. 1950                      |               | 24. července 1917  | 19. května 1950    | 10         |
| Vratislav     | Janda         |               | VRATISLAV JANDA *1. 8. 1913 †5. 11. 1950                  |               | 1. srpna 1913      | 5. listopadu 1950  | 11         |
| Jaroslav      | Kysela        |               | JAROSLAV KYSELA *4. 2. 1929 †21. 10. 1950                 |               | 4. února 1929      | 21. října 1950     | 11         |
| Rudolf        | Lenhard       |               | RUDOLF LENHARD *12. 1. 1915 †24. 10. 1950                 |               | 12. ledna 1915     | 24. října 1950     | 11         |
| František     | Mana          |               | FRANTIŠEK MANA *22. 10. 1919 †24. 10. 1950                |               | 22. října 1919     | 24. října 1950     | 11         |
| Jiří          | Janouch       |               | JIŘÍ JANOUCH *18. 12. 1929 †21. 10. 1950                  |               | 18. prosince 1929  | 21. října 1950     | 11         |
| Václav        | Tippl         |               | VÁCLAV TIPPL *3. 9. 1930 †21. 10. 1950                    |               | 3. září 1930       | 21. října 1950     | 11         |
| Antonín       | Jánošík       |               | ANTONÍN JÁNOŠÍK *26. 7. 1926 †29. 10. 1950                |               | 26. července 1926  | 29. října 1950     | 12         |
| František     | Dvořák        |               | FRANTIŠEK DVOŘÁK *13. 10. 1923 †14. 10. 1950              |               | 13. října 1923     | 14. října 1950     | 12         |
| Augustin      | Lednický      |               | AUGUSTIN LEDNICKÝ *1. 8. 1924 †10. 10. 1950               |               | 1. srpna 1924      | 10. října 1950     | 12         |
| Vojtěch       | Lacko         |               | VOJTĚCH LACKO *9. 5. 1917 †7. 10. 1950                    |               | 9. května 1917     | 7. října 1950      | 12         |
| František     | Skokan        |               | FRANTIŠEK SKOKAN *12. 10. 1912 †7. 10. 1950               |               | 12. října 1912     | 7. října 1950      | 12         |
| Claudius      | Šatana        |               | CLAUDIUS ŠATANA *13. 9. 1916 †7. 10. 1950                 |               | 13. září 1916      | 7. října 1950      | 12         |
| Jiří          | Kodet         |               | JIŘÍ KODET *24. 8. 1929 †21. 10. 1950                     |               | 24. srpna 1929     | 21. října 1950     | 13         |
| Josef         | Goldšmíd      |               | JOSEF GOLDŠMÍD *25. 7. 1913 †23. 9. 1950                  |               | 25. července 1913  | 23. září 1950      | 13         |
| Štěpán        | Kalitka       |               | ŠTĚPÁN KALITKA *25. 2. 1927 †22. 9. 1950                  |               | 25. února 1927     | 22. září 1950      | 13         |
| František     | Havlíček      |               | FRANTIŠEK HAVLÍČEK *7. 8. 1925 †6. 9. 1950                |               | 7. srpna 1925      | 6. září 1950       | 13         |
| Jaroslav      | Vetejška      |               | JAROSLAV VETEJŠKA *14. 5. 1926 †6. 9. 1950                |               | 14. května 1926    | 6. září 1950       | 13         |
| Ladislav      | Ceé           |               | LADISLAV CEE *27. 2. 1910 †1. 8. 1950                     |               | 27. února 1910     | 1. srpna 1951      | 13         |
| Václav        | Fryč          |               | VÁCLAV FRIČ *3. 9. 1923 †12. 4. 1951                      |               | 3. září 1923       | 12. dubna 1951     | 14         |
| Alois         | Suttý         |               | ALOIS SUTÝ *1. 3. 1924 †12. 4. 1951                       |               | 1. března 1924     | 12. dubna 1951     | 14         |
| Vladimír      | Kořínek       |               | VLADIMÍR KOŘÍNEK *23. 7. 1911 †10. 4. 1951                |               | 23. července 1911  | 10. dubna 1951     | 14         |
| Tomáš         | Kořínek       |               | TOMÁŠ KOŘÍNEK *7. 3. 1920 †10. 4. 1951                    |               | 7. března 1920     | 10. dubna 1951     | 14         |
| Bohumil       | Kruliš        |               | BOHUMIL KRULIŠ *1. 6. 1908 †10. 4. 1951                   |               | 1. června 1908     | 10. dubna 1951     | 14         |
| Alexander     | Lehotský      |               | ALEXANDR LEHOTSKÝ *15. 11. 1920 †24. 3. 1951              |               | 15. listopadu 1920 | 24. března 1951    | 14         |
| Václav        | Junek         |               | VÁCLAV JUNEK *9. 9. 1906 †16. 3. 1951                     |               | 9. září 1906       | 16. března 1951    | 15         |
| Alois         | Lacina        |               | ALOIS LACINA *23. 3. 1904 †16. 3. 1951                    |               | 23. března 1904    | 16. března 1951    | 15         |
| Karel         | Máša          |               | KAREL MÁŠA *27. 1. 1905 †16. 3. 1951                      |               | 27. ledna 1905     | 16. března 1951    | 15         |
| Rudolf        | Lančarič      |               | RUDOLF LANČIAR *15. 8. 1914 †17. 2. 1951                  |               | 15. srpna 1914     | 17. února 1951     | 15         |
| Pavol         | Babík         |               | PAVOL BABÍK *26. 1. 1924 †30. 1. 1951                     |               | 26. ledna 1924     | 30. ledna 1953     | 15         |
| Jaroslav      | Blahník       |               | JAROSLAV BLAHNÍK *2. 3. 1927 †18. 12. 1950                |               | 2. března 1927     | 18. prosince 1950  | 15         |
| Bohuslav      | Houfek        |               | BOHUMIL HOUFEK *17. 2. 1919 †16. 12. 1950                 |               | 17. února 1919     | 16. prosince 1950  | 16         |
| Bedřich       | Judytka       |               | BEDŘICH JUDITKA *13. 5. 1914 †18. 12. 1950                |               | 13. května 1914    | 18. prosince 1950  | 16         |
| Ladislav      | Nosák         |               | LADISLAV NOSÁL *16. 10. 1916 †18. 12. 1950                |               | 16. října 1916     | 18. prosince 1950  | 16         |
| Viliam        | Žingor        |               | VILIAM ŽINGOR *30. 7. 1912 †18. 12. 1950                  |               | 30. července 1912  | 18. prosince 1950  | 16         |
| Antonín       | Daněk         |               | ANTONÍN DANĚK *24. 4. 1927 †14. 11. 1950                  |               | 24. dubna 1927     | 14. listopadu 1950 | 16         |
| Karel         | Daněk         |               | KAREL DANĚK *29. 9. 1923 †14. 11. 1950                    |               | 29. září 1923      | 14. listopadu 1950 | 16         |
| Jan           | Novák         |               | JAN NOVÁK *6. 7. 1920 †1. 9. 1951                         |               | 6. července 1920   | 1. září 1951       | 17         |
| Jan           | Matička       |               | JOSEF MATIČKA *15. 11. 1904 †31. 8. 1951                  |               | 15. listopadu 1904 | 31. srpna 1951     | 17         |
| Václav        | Vacínek       |               | VÁCLAV VACÍNEK *25. 7. 1908 †31. 8. 1951                  |               | 25. července 1908  | 31. srpna 1951     | 17         |
| Václav        | Rousek        |               | VÁCLAV ROUSEK *4. 10. 1926 †25. 8. 1951                   |               | 4. října 1926      | 25. srpna 1951     | 17         |
| Otakar        | Vítkovský     |               | OTAKAR VÍTKOVSKÝ *6. 10. 1925 †4. 8. 1951                 |               | 6. října 1925      | 4. srpna 1951      | 17         |
| Václav        | Drbola        |               | VÁCLAV DRBOLA *16. 10. 1912 †3. 8. 1951                   |               | 16. října 1912     | 3. srpna 1951      | 17         |
| Antonín       | Mityska       |               | ANTONÍN MITYSKA *4. 5. 1927 †3. 8. 1951                   |               | 4. května 1927     | 3. srpna 1951      | 18         |
| František     | Pařil         |               | FRANTIŠEK PAŘIL *21. 1. 1911 †3. 8.1951                   |               | 21. ledna 1911     | 3. srpna 1951      | 18         |
| Antonín       | Škrdla        |               | ANTONÍN ŠKRDLA *25. 5. 1917 †3. 8. 1951                   |               | 25. května 1917    | 3. srpna 1951      | 18         |
| Miloš         | Morávek       |               | MILOŠ MORÁVEK *24. 12. 1911 †1. 8. 1951                   |               | 24. prosince 1911  | 1. srpna 1951      | 18         |
| Josef         | Polomský      |               | JOSEF POLOMSKÝ *11. 2. 1924 †1. 8. 1951                   |               | 11. února 1924     | 1. srpna 1951      | 18         |
| Antonín       | Plichta       |               | ANTONÍN PLICHTA *3. 1. 1894 †3. 8. 1951                   |               | 3. ledna 1894      | 3. srpna 1951      | 18         |
| Samuel        | Bibza         |               | SAMUEL BIBZA *23. 11. 1912 †18. 12. 1951                  |               | 23. listopadu 1912 | 18. prosince 1951  | 19         |
| Jindřich      | Jank          |               | JINDŘICH JANK *12. 4. 1925 †28. 7. 1951                   |               | 12. dubna 1925     | 28. července 1951  | 19         |
| Jan           | Musil         |               | JAN MUSIL *20. 10. 1904 †28. 7. 1951                      |               | 20. října 1904     | 28. července 1951  | 19         |
| Zdeněk        | Profous       |               | ZDENĚK PROFOUS *7. 11. 1925 †28. 7. 1951                  |               | 7. listopadu 1925  | 28. července 1951  | 19         |
| Ondřej        | Dančák-Fertál |               | ONDREJ F. DANČÁK *13. 12. 1905 †21. 7. 1951               |               | 13. prosince 1905  | 21. července 1951  | 19         |
| Petr          | Křivka        |               | PETR KŘIVKA *21. 10. 1897 †21. 6. 1951                    |               | 21. října 1897     | 21. června 1951    | 19         |
| Jan           | Křižan        |               | JAN KŘIŽAN *12. 11. 1915 †14. 6. 1951                     |               | 12. listopadu 1915 | 14. června 1951    | 20         |
| František     | Boháč         |               | FRANTIŠEK BOHÁČ *2. 10. 1914 †14. 6. 1951                 |               | 2. října 1914      | 14. června 1951    | 20         |
| Bohuslav      | Beneš         |               | BOHUMIL BENEŠ *5. 2. 1919 †8. 6. 1951                     |               | 5. prosince 1919   | 8. června 1951     | 20         |
| František     | Votava        |               | FRANTIŠEK VOTAVA *31. 3. 1927 †8. 6. 1951                 |               | 31. března 1927    | 8. června 1951     | 20         |
| Miroslav      | Sýkora        |               | MIROSLAV SÝKORA *13. 3. 1923 †1. 6. 1951                  |               | 13. března 1923    | 1. června 1951     | 20         |
| Viktor        | Palkovič      |               | VIKTOR PALKOVIČ *2. 11. 1908 †19. 5. 1951                 |               | 2. listopadu 1908  | 19. května 1951    | 20         |
| Karel         | Hořínek       |               | KAREL HOŘÍNEK *5. 12. 1901 †7. 2. 1952                    |               | 5. prosince 1901   | 7. února 1952      | 21         |
| Jaroslav      | Dvořák        |               | JAROSLAV DVOŘÁK *22. 6. 1930 †6. 2. 1952                  |               | 22. června 1930    | 6. února 1952      | 21         |
| Josef         | Liška         |               | JOSEF LIŠKA *28. 10. 1922 †6. 2. 1952                     |               | 28. října 1922     | 6. února 1952      | 21         |
| Bohumil       | Sixta         |               | BOHUMIL SIXTA *18. 10. 1932 †5. 2. 1952                   |               | 18. října 1932     | 5. února 1952      | 21         |
| Josef         | Hons          |               | JOSEF HONS *2. 3. 1913 †6. 7. 1951                        |               | 2. března 1913     | 6. července 1951   | 21         |
| Marie         | Štěrbová      |               | ŠTĚRBOVÁ M. (Marie) (*17. 4. 1909) †17. 12. 1951          |               | 17. dubna 1909     | 17. prosince 1951  | 21         |
| Lubomír       | Koukal        |               | LUBOR KOUKAL *8. 2. 1925 †12. 12. 1951                    |               | 8. února 1925      | 12. prosince 1951  | 22         |
| Boris         | Volek         |               | BORIS VOLEK *26. 6. 1928 †11. 11. 1951                    |               | 26. června 1928    | 11. listopadu 1951 | 22         |
| Miloslav      | Franc         |               | MILOSLAV FRANC *1. 10. 1899 †10. 11. 1951                 |               | 1. října 1899      | 10. listopadu 1951 | 22         |
| Jaroslav      | Peške         |               | JAROSLAV PEŠKA *10. 8. 1907 †10. 11. 1951                 |               | 10. srpna 1907     | 10. listopadu 1951 | 22         |
| Alfréd        | Plocek        |               | ALFRÉD PLOCEK *8. 1. 1903 †10. 11. 1951                   |               | 8. ledna 1903      | 10. listopadu 1951 | 22         |
| Václav        | Otčenášek     |               | VÁCLAV OTČENÁŠEK *26. 9. 1925 †9. 11. 1951                |               | 26. září 1925      | 9. listopadu 1951  | 22         |
| Tomáš         | Chovan        |               | TOMÁŠ CHOVAN *28. 12. 1926 †8. 11. 1951                   |               | 28. prosince 1926  | 8. listopadu 1951  | 23         |
| Juraj         | Dlouhý        |               | JURAJ DLOUHÝ *23. 4. 1927 †8. 11. 1951                    |               | 23. dubna 1927     | 8. listopadu 1951  | 23         |
| Josef         | Sporka        |               | JOSEF SPORKA *10. 1. 1910 †9. 10. 1951                    |               | 8. ledna 1910      | 9. října 1951      | 23         |
| Vladimír      | Velecký       |               | VLADIMÍR VELECKÝ *21. 8. 1890 †8. 11. 1951                |               | 21. srpna 1890     | 8. listopadu 1951  | 23         |
| Jan           | Horáček       |               | JAN HORÁČEK *26. 11. 1919 †6. 11. 1951                    |               | 26. listopadu 1919 | 6. listopadu 1951  | 23         |
| Alois         | Šimara        |               | ALOIS ŠIMARA *14. 3. 1921 †27. 4. 1951                    |               | 14. března 1921    | 27. dubna 1951     | 23         |
| Tibor         | Vrbický       |               | TIBOR VRBICKÝ *23. 10. 1921 †2. 11. 1951                  |               | 23. října 1921     | 2. listopadu 1951  | 24         |
| Josef         | Čuba          |               | JOSEF ČUBA *29. 10. 1893 †4. 9. 1951                      |               | 29. října 1893     | 4. září 1951       | 24         |
| Sigmund       | Bakala        |               | BAKALA ZIGMUND *12. 6. 1923 †4. 8. 1951                   |               | 12. června 1923    | 4. srpna 1951      | 24         |
| Miloslav      | Pospíšil      |               | POSPÍŠIL MILOSLAV *6. 8. 1918 †4. 9. 1951                 |               | 6. srpna 1918      | 4. září 1951       | 24         |
| Vladimír      | Rajnoch       |               | VLADIMÍR RAJNOCH *8. 3. 1925 †4. 9. 1951                  |               | 8. března 1925     | 4. září 1951       | 24         |
| Oldřich       | Fiala         |               | OLDŘICH FIALA *26. 12. 1926 †1. 9. 1951                   |               | 26. prosince 1926  | 1. září 1951       | 24         |
| Josefa        | Feixová       |               | FEIXOVÁ (Josefa) †19. 12. 1952                            |               |                    | 19. prosince 1952  | 25         |
| Josef         | Vít           |               | JOSEF VÍT *13. 3. 1912 †10. 6. 1952                       |               | 13. března 1912    | 10. června 1952    | 25         |
| Leopold       | Doležal       |               | LEOPOLD DOLEŽAL *27. 10. 1913 †30. 8. 1952                |               | 27. října 1913     | 30. srpna 1952     | 25         |
| Jiří          | Kauer         |               | JIŘÍ KAUER *21. 5. 1925 †7. 2. 1952                       |               | 21. května 1925    | 7. února 1952      | 25         |
| Jaroslav      | Lazar         |               | JAROSLAV LAZAR *6. 2. 1915 †10. 6. 1952                   |               | 6. února 1915      | 10. června 1952    | 25         |
| Josef         | Kučera        |               | JOSEF KUČERA *15. 1. 1915 †14. 11. 1952                   |               | 15. ledna 1915     | 14. listopadu 1952 | 26         |
| Vratislav     | Korotvička    |               | VRATISLAV KOROTVIČKA                                      |               |                    |                    | 26         |
| Václav        | Ženíšek       |               | VÁCLAV ŽENÍŠEK *10. 9. 1917 †13. 11. 1952                 |               | 10. září 1917      | 13. listopadu 1952 | 26         |
| Klára         | Pošmourná     |               | KLÁRA POŠMOURNÁ *6. 1. 1901 †9. 4. 1951                   |               | 6. ledna 1901      | 9. dubna 1951      | 26         |
| Alois         | Jaroš         |               | JAROŠ ALOIS *11. 3. 1923 †17. 5. 1952                     |               | 11. března 1923    | 17. května 1952    | 26         |
| Josef         | Fric          |               | JOSEF FRIC *13. 2. 1918 †28. 6. 1952                      |               | 13. února 1918     | 28. června 1952    | 27         |
| Josef         | Prouza        |               | JOSEF PROUZA *17. 7. 1925 †8. 6. 1952                     |               | 17. července 1925  | 8. června 1952     | 27         |
| Josef         | Toufar        |               | P. JOSEF TOUFAR FARÁŘ Z ČIHOŠTĚ *14. 7. 1902 †25. 2. 1950 |               | 14. července 1902  | 25. února 1950     | 27         |
| Jan           | Bula          |               | JAN BULA *24. 6. 1920 †20. 5. 1952                        |               | 24. června 1920    | 20. května 1952    | 27         |
| Josef         | Ludvík        |               | JOSEF LUDVÍK *27. 10. 1912 †8. 7. 1952                    |               | 21. října 1912     | 8. července 1952   | 27         |
| Emanuel       | Rendl         |               | EMANUEL RENDL *20. 1. 1923 †2. 3. 1952                    |               | 20. ledna 1923     | 6. února 1952      | 28         |
| Karel         | Hájek         |               | KAREL HÁJEK *29. 6. 1924 †9. 9. 1952                      |               | 29. června 1924    | 9. září 1952       | 28         |
| Petr          | Čížek         |               | PETR ČÍŽEK *2. 3. 1914 †6. 2. 1952                        |               | 2. března 1914     | 6. února 1952      | 28         |
| Oldřich       | Sklenička     |               | OLDŘICH SKLENČKA *15. 5. 1926 †7. 2. 1952                 |               | 15. května 1926    | 7. února 1952      | 28         |
| Karel         | Chaloupecký   |               | KAREL CHALOUPECKÝ *25. 3. 1915 †7. 2. 1952                |               | 25. března 1915    | 7. února 1952      | 28         |
| Pavol         | Valent        |               | VALENT PAVEL *27. 7. 1914 †28. 3. 1953                    |               | 27. července 1914  | 28. března 1953    | 29         |
| Jaroslav      | Melkus        |               | MELKUS JAROSLAV *4. 4. 1900 †28. 3. 1953                  |               | 4. dubna 1901      | 28. března 1953    | 29         |
| Vlastimil     | Vaněk         |               | VLASTIMIL VANĚK †1953                                     |               |                    | 1953               | 29         |
| Josef         | Řezníček      |               | JOSEF ŘEZNÍČEK *8. 3. 1910 †10. 6. 1952                   |               | 8. března 1910     | 10. června 1952    | 29         |
| Václav        | Bejček        |               | VÁCLAV BEJČEK *18. 10. 1925 †7. 2. 1952                   |               | 18. října 1925     | 7. února 1952      | 29         |
| Jan           | Hošek         |               | JAN HOŠEK *18. 5. 1904 †6. 2. 1952                        |               | 18. května 1904    | 6. února 1952      | 29         |
| Vlastimil     | Železný       |               | VLASTIMIL ŽELEZNÝ *18. 4. 1928 †18. 12. 1952              |               | 18. dubna 1928     | 18. prosince 1952  | 30         |
| Ladislav      | Svoboda       |               | LADISLAV SVOBODA *6. 1. 1893 †13. 11. 1952                |               | 6. ledna 1893      | 13. listopadu 1952 | 30         |
| Josef         | Robotka       |               | JOSEF ROBOTKA *25. 2. 1906 †12. 11. 1952                  |               | 25. února 1906     | 12. listopadu 1952 | 30         |
| Jozef         | Karolík       |               | JOSEF KAROLÍK *25. 9. 1930 †11. 11. 1952                  |               | 25. září 1930      | 11. listopadu 1952 | 30         |
| Ladislav      | Plšek         |               | LADISLAV PLŠEK *27. 3. 1925 †11. 11. 1952                 |               | 27. března 1925    | 11. listopadu 1952 | 30         |
| Alois         | Pokorný       |               | ALOIS POKORNÝ *3. 4. 1928 †18. 12. 1952                   |               | 3. dubna 1928      | 18. prosince 1952  | 30         |
| Jaromír       | Vrba          |               | JAROMÍR VRBA *5. 7. 1920 †19. 12. 1952                    |               | 5. července 1920   | 19. prosince 1950  | 31         |
| Václav        | Vrba          |               | VÁCLAV VRBA *25. 5. 1921 †11. 6. 1950                     |               | 25. května 1921    | 11. června 1950    | 31         |
| Josef         | Musil         |               | JOSEF MUSIL *23. 3. 1900 †9. 1. 1954                      |               | 23. března 1900    | 9. ledna 1954      | 31         |
| Přemysl       | Bulín         |               | PŘEMYSL BULÍN *24. 5. 1925 †22. 10. 1952                  |               | 24. května 1926    | 2. října 1952      | 31         |
| Vladivoj      | Tomek         |               | VLADIVOJ TOMEK *9. 6. 1933 †17. 11. 1960                  |               | 9. června 1933     | 17. listopadu 1960 | 31         |
| František     | Špiriak       |               | FRANTIŠEK ŠPIRIAK *24. 12. 1920 †14. 10. 1952             |               | 24. prosince 1920  | 14. října 1952     | 31         |
| Vladimír      | Cerman        |               | VLADIMÍR CERMAN *4. 7. 1925 †11. 10. 1952                 |               | 4. července 1925   | 11. října 1952     | 32         |
| Jaroslav      | Zlesa         |               | JAROSLAV ZLESA *13. 1. 1904 †21. 6. 1953                  |               | 13. ledna 1904     | 21. června 1953    | 32         |
| Josef         | Kepka         |               | JOSEF KEPKA *26. 2. 1902 †11. 10. 1952                    |               | 26. února 1902     | 11. října 1952     | 32         |
| Václav        | Šnaidr        |               | VÁCLAV ŠNAJDR *3. 6. 1911 †13. 9. 1952                    |               | 3. srpna 1911      | 12. listopadu 1952 | 32         |
| Jozef         | Trojan        |               | TROJAN JOSEF *25. 3. 1905 †29. 12. 1953                   |               | 25. března 1905    | 29. prosince 1953  | 32         |
| Josef         | Pavelka       |               | JOSEF PAVELKA *6. 9. 1923 †9. 9. 1952                     |               | 6. září 1923       | 9. září 1952       | 32         |
| Josef         | Vašek         |               | JOSEF VAŠEK *5. 12. 1921 †16. 6. 1953                     |               | 5. prosince 1921   | 16. června 1953    | 33         |
| Luděk         | Fajkus        |               | LUDĚK FAJKUS *20. 7. 1925 †16. 6. 1953                    |               | 20. července 1925  | 16. června 1953    | 33         |
| Jan           | Dvořák        |               | JOSEF DVOŘÁK *27. 2. 1921 †6. 5. 1953                     |               | 27. února 1921     | 6. května 1953     | 33         |
| Jan           | Dvořák        |               | JAN DVOŘÁK *9. 10. 1880 †6. 5. 1953                       |               | 9. října 1880      | 6. května 1953     | 33         |
| Miroslav      | Jurča         |               | MIROSLAV JURČA *2. 3. 1926 †24. 8. 1953                   |               | 2. března 1926     | 24. srpna 1953     | 33         |
| Alois         | Jeřábek       |               | JEŘÁBEK ALOIS *16. 1. 1927 †5. 12. 1953                   |               | 16. ledna 1927     | 15. června 1953    | 34         |
| Rudolf        | Pohl          |               | RUDOLF POHL *8. 3. 1912 †14. 6. 1951                      |               | 8. března 1912     | 14. června 1951    | 34         |
| Karel         | Hořínek       |               | KAREL HOŘÍNEK *5. 12. 1901 †7. 3. 1952                    |               | 5. prosince 1901   | 7. března 1952     | 34         |
| Gustav        | Smetana       |               | SMETANA GUSTAV *28. 3. 1907 †28. 3. 1953                  |               | 23. srpna 1907     | 28. března 1953    | 34         |
| Vladislav     | Hadaš         |               | HADAŠ VLADISLAV *28. 5. 1923 †3. 10. 1953                 |               | 28. května 1923    | 3. října 1953      | 34         |
| Bohumil       | Jakubek       |               | BOHUMIL JAKOUBEK *9. 7. 1906 †30. 10. 1953                |               | 9. července 1906   | 30. října 1953     | 35         |
| Rudolf        | Fuksa         |               | RUDOLF FUKSA *27. 11. 1930 †9. 8. 1952                    |               | 27. listopadu 1930 | 9. srpna 1952      | 35         |
| Jiří          | Hejna         |               | JIŘÍ HEJNA *27. 11. 1930 †9. 8. 1952                      |               | 27. listopadu 1930 | 9. srpna 1952      | 35         |
| Josef         | Kmínek        |               | JOSEF KMÍNEK *27. 3. 1909 †8. 8. 1952                     |               | 27. března 1909    | 8. srpna 1952      | 35         |
| Josef         | Macej         |               | JOSEF MACEJ *22. 5. 1905 †8. 8. 1952                      |               | 22. května 1905    | 8. srpna 1952      | 35         |
| Karel         | Strmiska      |               | KAREL STRMISKA *1. 11. 1910 †8. 8. 1952                   |               | 1. listopadu 1910  | 8. srpna 1952      | 36         |
| František     | Kopuletý      |               | FRANTIŠEK KOPULETÝ *6. 4. 1913 †3. 8. 1952                |               | 6. dubna 1913      | 3. srpna 1952      | 36         |
| Karel         | Lomič         |               | KAREL LOMIČ *28. 10. 1924 †25. 7. 1952                    |               | 28. října 1924     | 25. července 1952  | 36         |
| Miloslav      | Kraus         |               | MILOSLAV KRAUS *3. 2. 1902 †7. 6. 1952                    |               | 3. února 1902      | 7. června 1952     | 36         |
| Vladimír      | Palma         |               | VLADIMÍR PALMA *8. 1. 1927 †6. 7. 1952                    |               | 8. ledna 1927      | 6. července 1952   | 36         |
| Štěpán        | Gavenda       |               | ŠTEFAN GAVENDA *25. 6. 1920 †28. 6. 1954                  |               | 25. června 1920    | 28. června 1954    | 37         |
| Karel         | Gruber        |               | GRUBER KAREL *4. 12. 1900 †29. 5. 1954                    |               | 4. prosince 1900   | 29. května 1954    | 37         |
| Anton         | Kandráč       |               | ANTON KANDRÁČ *8. 4. 1925 †29. 4. 1954                    |               | 8. dubna 1925      | 29. května 1954    | 37         |
| Josef         | Kozlík        |               | KOZLÍK JOSEF *18. 9. 1904 †20. 2. 1954                    |               | 18. září 1904      | 20. února 1954     | 37         |
| Jaroslav      | Petřík        |               | PETEŘÍK JAROSLAV *11. 3. 1928 †20. 2. 1954                |               | 11. března 1928    | 20. února 1954     | 37         |
| Martin        | Mankoš        |               | MANKOŠ M. †11. 1. 1954                                    |               | 9. září 1936       | 7. ledna 1954      | 38         |
| Gustav        | Németh        |               | GUSTAV NÉMETH *9. 11. 1929 †3. 5. 1953                    |               | 9. listopadu 1929  | 3. května 1953     | 38         |
| František     | Bodnár        |               | FRANTIŠEK BODNÁR *5. 9. 1914 †21. 4. 1953                 |               | 5. září 1914       | 21. dubna 1953     | 38         |
| František     | Mojžíš        |               | FRANTIŠEK MOJŽÍŠ *20. 3. 1914 †21. 4. 1953                |               | 20. března 1914    | 21. dubna 1953     | 38         |
| Jan           | Řešetko       |               | JÁN ŘEŠETKO *4. 8. 1917 †21. 4. 1953                      |               | 4. srpna 1917      | 21. dubna 1953     | 38         |
| Werner        | Ertel         |               | WERNER ERTEL *27. 1. 1929 †3. 2. 1953                     |               | 27. ledna 1929     | 3. února 1953      | 39         |
| Vilém         | Knobloch      |               | VILÉM KNOBLOCH *24. 6. 1899 †1. 2. 1953                   |               | 24. června 1899    | 1. února 1953      | 39         |
| Adolf         | Bajdušek      |               | ADOLF BAJDUŠEK †7. 5. 1945                                |               |                    | 7. května 1945     | 39         |
| Michal        | Mihok         |               | MICHAL MIHOK *18. 9. 1930 †20. 1. 1953                    |               | 18. září 1930      | 21. dubna 1953     | 39         |
| Jaroslav      | Plzák         |               | JAROSLAV PLZÁK *23. 9. 1926 †6. 5. 1953                   |               | 23. září 1926      | 6. května 1953     | 39         |
| Tomáš         | Rumíšek       |               | TOMÁŠ RUMÍŠEK *21. 5. 1923 †6. 5. 1953                    |               | 21. května 1923    | 6. května 1953     | 40         |
| Josef         | Krejčí        |               | JOSEF KREJČÍ *5. 4. 1891 †29. 8. 1953                     |               | 5. dubna 1891      | 29. srpna 1953     | 40         |
| Stanislav     | Plichta       |               | STANISLAV PLICHTA *16. 11. 1931 †23. 5. 1953              |               | 16. listopadu 1931 | 23. května 1953    | 40         |
| Antonín       | Harazim       |               | ANTONÍN HARAZIM *17. 8. 1931 †30. 10. 1953                |               | 17. srpna 1931     | 30. října 1953     | 40         |
| Jiří          | Řezáč         |               | JIŘÍ ŘEZÁČ *9. 2. 1928 †10. 2. 1955                       |               | 9. února 1928      | 10. února 1955     | 41         |
| Josef         | Brousil       |               | JOSEF BROUSIL *8. 5. 1894 †30. 5. 1952                    |               | 8. května 1894     | 30. května 1952    | 41         |
| Jaroslav      | Sirotek       |               | JAROSLAV SIROTEK *21. 12. 1923 †10. 2. 1955               |               | 21. prosince 1923  | 10. února 1955     | 41         |
|               | Korbovi       |               | RODINA KORBOVA                                            |               |                    |                    | 41         |
| František     | Bučil         |               | BUČIL FR. (František) (*31. 1. 1894) †30. 12. 1955        |               | 31. ledna 1894     | 30. prosince 1955  | 41         |
| Václav        | Křeček        |               | KŘEČEK Fr. (Václav) (* 20. září 1900) †30. 11. 1955       |               | 20. září 1900      | 30. listopadu 1955 | 42         |
| Karel         | Pavlovič      |               | PAVLOVIČ K. (Karel) †12. 11. 1955                         |               | 20. ledna 1898     | 12. listopadu 1955 | 42         |
| Vojtěch Gejza | Danielovič    |               | DANIELOVIČ K. (Vojtech Gejza) (*14. 7. 1904) †1. 9. 1955  |               | 14. srpna 1904     | 1. září 1955       | 42         |
| Jan           | Bayer         |               | BAYER (Jan) †31. 3. 1955                                  |               | 20. června 1897    | 31. března 1955    | 42         |
| Alexander     | Mayer         |               | MAYER (Alexandr) †20. 3. 1955                             |               | 28. června 1896    | 20. března 1955    | 42         |
| Josef         | Rufer         |               | RUFER J. (Josef) †30. 11. 1953                            |               | 20. března 1905    | 30. listopadu 1953 | 43         |
| Bartoloměj    | Uličný        |               | BARTOLOMĚJ ULIČNÝ *12. 1. 1923 †30. 11. 1954              |               | 12. ledna 1923     | 30. listopadu 1954 | 43         |
| František     | Vacek         |               | FRANTIŠEK VACEK *1. 4. 1931 †3. 8. 1954                   |               | 1. dubna 1931      | 3. srpna 1954      | 43         |
| Michal        | Ferianc       |               | MICHAL FERIANC *4. 1. 1924 †20. 12. 1954                  |               | 4. ledna 1924      | 20. prosince 1954  | 43         |
| František     | Zajíček       |               | FRANTIŠEK ZAJÍČEK *6. 2. 1896 †7. 7. 1954                 |               | 6. února 1896      | 7. července 1954   | 43         |
| Miroslav      | Sýkora        |               | MIROSLAV SÝKORA *15. 3. 1923 †1. 8. 1951                  |               | 15. března 1923    | 1. srpna 1951      | 44         |
| Josef         | Šípek         |               | ŠÍPEK JOS. *17. 6. 1904 †20. 4. 1960                      |               | 17. června 1904    | 20. dubna 1960     | 44         |
| Adolf         | Petrovský     |               | ADOLF PETROVSKÝ *16. 9. 1926 †13. 5. 1959                 |               | 16. září 1926      | 13. května 1959    | 44         |
| Václav        | Kvíčera       |               | VÁCLAV KVÍČERA *3. 2. 1906 †26. 1. 1957                   |               | 3. února 1906      | 26. ledna 1957     | 44         |
| Josef         | Potoček       |               | JOSEF POTOČEK *23. 1. 1906 †26. 1. 1957                   |               | 23. ledna 1906     | 26. ledna 1957     | 44         |
| Bernard       | Nemček        |               | BERNARD NĚMEČEK *10. 5. 1925 †29. 7. 1955                 |               | 10. května 1925    | 29. července 1955  | 45         |
| Zbyněk        | Janata        |               | ZBYNĚK JANATA *1. 2. 1933 †2. 5. 1955                     |               | 1. února 1933      | 2. května 1955     | 45         |
| Ctibor        | Novák         |               | CTIBOR NOVÁK *25. 10. 1902 †2. 5. 1955                    |               | 25. října 1902     | 2. května 1955     | 45         |
| Václav        | Švéda         |               | VÁCLAV ŠVÉDA *26. 4. 1921 †2. 5. 1955                     |               | 26. dubna 1921     | 2. května 1955     | 45         |
| Bohumil       | Šíma          |               | BOHUMIL ŠÍMA *18. 4. 1928 †10. 2. 1955                    |               | 18. dubna 1928     | 10. února 1955     | 45         |
| Stanislav     | Stránský      |               | STANISLAV STRÁNSKÝ / *28. 3. 1922 †22. 2. 2012            |               | 28. března 1922    | 22. února 2012     |            |
| Zdena         | Mašínová      |               |                                                           |               | 20. května 1907    | 12. června 1956    |            |